# Bobrowicze (obwód grodzieński)
Bobrowicze (biał. Бобравічы; ros. Бобровичи) – wieś na Białorusi, w obwodzie grodzieńskim, w rejonie iwiejskim, w sielsowiecie Łazduny.

## Historia
Na przełomie XVIII i XIX wieku Bobrowicze należały do hrabiego Eliasza Biezborodko, od którego przeszły do majątku Miagowicze Wojciecha Pusłowskiego. Następnie Miagowicze zostały kupione przez Samuela Wołk-Łaniewskiego, a Bobrowicze stały się częścią majątku Łazduny. W 2 poł. XIX w. wieś znajdowała się wołoście Ługomowicze, powiecie oszmiańskim, w guberni wileńskiej Imperium Rosyjskiego. Wołk-Łaniewski przekazał Łazduny swojej wnuczce Annie, która wyszła za mąż za Edmunda Korsaka, od którego majątek kupił Oskar Korwin-Milewski (mąż Weroniki, córki Wołk-Łaniewskiego). W 1861 r. we wsi mieszkało 81 osób, w 1897 r. było w niej 36 domów, 308 mieszkańców. W 1905 r. we wsi mieszkało 290 osób, liczyła 440 dziesięcin ziemi. Mieszkańcy byli parafianami kościoła w Łazdunach. Do 1830 r. figurowali w księgach parafialnych kościoła w Sobotnikach, którego filią był kościół w Łazdunach. 
W sierpniu-wrześniu 1906 r. we wsi doszło do zamieszek chłopskich przeciwko Oskarowi Korwin-Milewskiemu, który musiał zwrócić się o pomoc do policji.  
W dwudziestoleciu międzywojennym wieś leżała w Polsce, w województwie nowogródzkim, w powiecie wołożyńskim, w gminie Ługomowicze. W 1921 r. było 58 domów, 265 mieszkańców.  
Po agresji ZSRR na Polskę w 1939 roku wieś znalazła się w granicach BSRR.  
Od 12 października 1940 r. wieś (71 domów, 427 mieszkańców) była siedzibą sielsowietu w rejonie Juraciszki. Działała szkoła podstawowa, czytelnia, poczta, przychodnia lekarska, młyn i fabryka masła. Od 3 czerwca 1941 do lipca 1944 była pod okupacją niemiecką. Następnie leżała w BSRR. W 1950 roku zorganizowano kołchoz im. A. Matrosowa. Od 16 lipca 1954 r. w sielsowiecie Łazduny, od 20 stycznia 1960 r. w rejonie iwiejskim. W 1970 roku wieś liczyła 109 mieszkańców. Później wchodziła w skład kołchozu im. S. M. Kirowa.  
Od 1991 roku w Republice Białorusi. W 1999 r. w Bobrowiczach było 11 domów, 26 mieszkańców. 

## Mogiła żołnierzy AK
Na leśnej polanie koło nieistniejącej osady Bobrowicze, w miejscu gospodarstwa spalonego przez NKWD, znajduje się zbiorowa mogiła żołnierzy AK z grupy por. Kopaczka „Jodły” i pchor. Eryka Barcza „Eryka”, wchodzącej w skład 1. Oddziału Samoobrony Czynnej Ziemi Wileńskiej. Polegli oni 14 września 1944 r. w walce z grupą operacyjną 32. zmotoryzowanego pułku strzelców WW NKWD. Wcześniej oddział ten spalił sielsowiet w Łazdunach i rozbił sowiecką obławę, zadając jej wysokie straty. Został jednak ponownie zlokalizowany i okrążony przez przeważające siły przeciwnika. Podczas kilkugodzinnej walki poległo kilkunastu, a może nawet 24 żołnierzy AK. Mogiła została urządzona we wrześniu 1996 r. dzięki staraniom Stanisława Paszula „Węgla”, partyzanta VI batalionu 77 PP AK – ujętego w tym boju i skazanego na 25 lat łagrów (po zwolnieniu w 1956 r. i powrocie do Polski, a następnie emigracji w 1963 r. do Stanów Zjednoczonych, był on inicjatorem wzniesienia pomnika katyńskiego w Jersey City). W czerwcu 2022 r. mogiła została zniszczona przez władze białoruskie.